# El Refugio, Aguascalientes
El Refugio är en ort i Mexiko.   Den ligger i kommunen Jesús María och delstaten Aguascalientes, i den centrala delen av landet, 400 km nordväst om huvudstaden Mexico City. El Refugio ligger 1 871 meter över havet och antalet invånare är 354.
Terrängen runt El Refugio är platt österut, men västerut är den kuperad. Runt El Refugio är det tätbefolkat, med 459 invånare per kvadratkilometer. Närmaste större samhälle är Aguascalientes, 14,6 km söder om El Refugio. Trakten runt El Refugio består till största delen av jordbruksmark.